# Ренковци
Ренковци (словен. Renkovci, мађ. Lendvaerdő) је насељено место у општини Турнишче, Помурска регија, Словенија.

## Историја
До територијалне реорганизације у Словенији били су у саставу старе општине Лендава.

## Становништво
У попису становништва из 2011. године, Ренковци су имали 622 становника.
| Број становника према пописима | Број становника према пописима | Број становника према пописима |
| ------------------------------ | ------------------------------ | ------------------------------ |
| 1991                           | 2002                           | 2011                           |
| 699                            | 626                            | 622                            |